# Boulevard Voltaire (film)
Pour les articles homonymes, voir Boulevard Voltaire (homonymie) et Voltaire (homonymie).
Pour plus de détails, voir Fiche technique et Distribution.

Alexandre Vallès (photo prise lors de l'écriture du scénario de Boulevard Voltaire).

Boulevard Voltaire est un film français d'Alexandre Vallès, sorti en France le 19 octobre 2017.

## Synopsis
À Paris, trois jours avant les attentats du 13 novembre 2015, trois couples d’amis à des stades différents de leur histoire. On les suit dans leurs joies et leurs questionnements, ces choses qui constituent les bonheurs et les tourments de l’existence.
Trois tranches de vie, qui vont prendre un tout autre éclairage à la suite des évènements du Bataclan,.

## Fiche technique
- Titre : Boulevard Voltaire
- Réalisation : Alexandre Vallès
- Scénario : Alexandre Vallès, André Marc Schneider
- Musique : Jean-Pierre Stora
- Producteurs : Vivasvan pictures, Steve Trameau
- Photographie : Vanessa Payri
- Son : Pauline Anglada, Camille Gaté
- Montage : Alexandre Vallès, Vanessa Payri
- Mixage son : Vanessa Payri, Alexandre Vallès
- Distribution : Optimale
- Genre : Drame
- Durée : 109 minutes
- Date de sortie : 19 octobre 2017[2]

## Distribution
- Alexandre Vallès : Yann
- André Marc Schneider : Alan
- Bastien Gabriel : Raoul
- Walter Billoni : Jeremy
- Rudy Blanchet : Aurélien
- Xavier Théoleyre : Julien
- Fifi Chachnil : Laura
- Grégoire-Gabriel Vanrobays : l'inconnu
- Sania Yenbou : Sania
- Laetitia Dejardin : Mme Duperey
- Jean-Pierre Stora : Jean-Pierre
- Roger Pouly : Roger
- Sergio Tomassi : Sergio

## Distinctions
- Sélection officielle Niš Movie Film Festival (Serbie)
- Sélection officielle Capetown Film Festival (Afrique du Sud[5])
- Sélection officielle LGBT Holobi Film Festival (Belgique)